# Alfred Gabriel Nathorst
Alfred Gabriel Nathorst (Väderbrunn, 1850 – Stoccolma, 1921) è stato un esploratore, biologo e geologo svedese.
Nel 1898 organizzò una spedizione di ricerca dell'esploratore scomparso Salomon August Andrée, ma riportò un clamoroso insuccesso. Le successive spedizioni in Groenlandia (1899) furono esposte in una relazione del 1901.
Geologo e paleobotanico, la sua abbreviazione botanica è Nath..

## Geologo
L'interesse per la geologia nacque dalla lettura dell'opera di Charles Lyell Principi di geologia, nel 1872 si recò in Inghilterra per conoscere personalmente Lyell.
Studiò la geologia della Scania e in particolare le stratificazionei cambriane, in anni successivi si dedicò alla geologia delle zone polari, i risultati dei suoi studi vennero presentati al congresso di geologia del 1910 a Stoccolma. Redasse il secondo volume del testo Jordens historia (Storia della terra). 

A lui è intitolato un genere di ammoniti, Nathorstites Böhm, 1904.